# Brada-Rybníček
Brada-Rybníček là một làng thuộc huyện Jičín, vùng Královéhradecký, Cộng hòa Séc.